# خانه کافی
خانه کافی مربوط به دوره قاجار است و در شهرستان نائین، بخش انارک، شهر انارک، خیابان مکارم شیرازی، پ ۳۱ واقع شده و این اثر در تاریخ ۲۲ آبان ۱۳۸۶ با شمارهٔ ثبت ۲۰۰۱۱ به‌عنوان یکی از آثار ملی ایران به ثبت رسیده است.